# Ciclopropanol
Ciclopropanol (sau alcoolul ciclopropilic) este un compus organic cu formula chimică C3H6O. Este un alcool ciclic, derivat de la ciclopropan. Compusul este extrem de instabil datorită ciclului triatomic, și este susceptibil reacțiilor de deciclizare, reacțiilor de transpoziție și de izomerizare la propanal.

## Obținere
Ciclopropanolul se poate obține în urma unei reacții dintre bromura de eilmagneziu și epiclorohidrină.

## Proprietăți chimice
Compusul este foarte instabil datorită nucleului triatomic și suferă rapid reacții de deschidere a nucleului, cunoscute și ca deciclizări. Un exemplu ilustrativ este o reacție de transpoziție sau de izomerizare a ciclopropanolului la propanal: